# Быстров, Владимир Викторович
Владимир Викторович Быстро́в (13 ноября 1942, Москва) — советский футболист, полузащитник.
Воспитанник ФШМ Москва. Выступал за дублирующий составы «Локомотива» Москва (1960—1961) и ЦСКА (1961—1962). В 1962 году перешёл в команду города Серпухова из класса «Б» (D2). 1963 и начало 1964 года провёл в команде, переименованной в «Звезду», в классе «Б» (D3). Следующие полтора сезона отыграл в первой группе класса «А» за ЦСКА (1964) и «Локомотив» М (1965).Далее выступал за клубы «Шинник» Ярославль (1966—1968), «Таврия» Симферополь (1969—1971), «Спартак» Кострома (1972—1974). Мастер спорта СССР (1964).
В 1980-х годах работал тренером отдела футбола Всесоюзного совета ДСО профсоюзов.